# Зупцовски рејон
Зупцовски рејон (рус. Зубцовский район) административно-територијална је јединица другог нивоа и општински рејон у јужном делу Тверске области, на северозападу европског дела Руске Федерације.
Административни центар рејона је град Зупцов. Према проценама националне статистичке службе Русије за 2014. на територији рејона је живело 17.089 становника или у просеку око 7,88 ст/км².

## Географија
Зупцовски рејон налази се у јужном делу Тверске области, обухвата територију површине 2.167 км² и на 20. је месту по површини међу тверским рејонима. Граничи се са Старичким рејоном на северу и Ржевским рејоном на западу. На истоку су рејони Московске области, док су на југу Гагарински и Сичјовски рејони Смоленске области.
Рељефом рејона доминира изузетно густа речна мрежа. Главни водотоци су река Волга и њене притоке Вазуза, Шешма, Дјоржа, Шоша и Осуга. Корито реке Вазузе преграђено је браном на око 3 км узводно од њеног ушћа, чиме је формирано вештачко Вазуско језеро површине 97 км².

## Историја
Зупцовски рејон успостављен је 1929. године на територији некадашњег Зупцовског округа Западне области. У саставу Калињинске (сада Тверске) области је од њеног оснивања 1935. године.
Привремено је био расформиран од фебруара 1963. до јануара 1965. године.

## Демографија и административна подела
Према подацима пописа становништва из 2010. на територији рејона су живела укупно 17.216 становника, док је према процени из 2014. ту живело 17.089 становника, или у просеку 7,88 ст/км².
| 1959.  | 1970.  | 1979.  | 1989.  | 2002.  | 2010.  | 2014.   |
| ------ | ------ | ------ | ------ | ------ | ------ | ------- |
| 15.160 | 25.721 | 22.154 | 21.950 | 19.398 | 17.216 | 17.089* |

Напомена: * Према процени националне статистичке службе
На подручју рејона постоји укупно 272 насељена места подељених на укупно 8 општина (7 сеоских и 1 урбана општина). Статус градског насеља има град Зупцов који је уједно и административни центар рејона (смештен у западном делу рејона). У административном центру живи око 40% укупне рејонске популације.

## Саобраћај
Преко територије рејона прелазе друмски правци Москва—Рига, Вјазма—Зупцов, Зупцов—Гагарин и железница Москва—Рига.